# Campeonato Mundial de Patinaje de Velocidad sobre Hielo en Distancia Individual de 2008
El XI Campeonato Mundial de Patinaje de Velocidad sobre Hielo en Distancia Individual se celebró en Nagano (Japón) entre el 6 y el 9 de marzo de 2008 bajo la organización de la Unión Internacional de Patinaje sobre Hielo (ISU) y la Federación Japonesa de Patinaje sobre Hielo.
Las competiciones se realizaron en el estadio de hielo M-Wave de la ciudad nipona.

## Medallistas

### Masculino
| Evento                          | Oro                                                                         | Plata                                                               | Bronce                                                               |
| ------------------------------- | --------------------------------------------------------------------------- | ------------------------------------------------------------------- | -------------------------------------------------------------------- |
| 500 m (07.03)                   | Jeremy Wotherspoon · Canadá · 69,46 s                                       | Lee Kyou-Hyuk Corea del Sur 70,01 s                                 | Joji Kato Japón 70,32 s                                              |
| 1000 m (08.03)                  | Shani Davis Estados Unidos 1:08,99                                          | Yevgueni Lalenkov · Rusia · 1:09,39                                 | Denny Morrison · Canadá · 1:09,42                                    |
| 1500 m (09.03)                  | Denny Morrison · Canadá · 1:45,22                                           | Sven Kramer · Países Bajos · Shani Davis · Estados Unidos · 1:45,32 | —                                                                    |
| 5000 m (06.03)                  | Sven Kramer · Países Bajos · 6:17,24                                        | Enrico Fabris · Italia · 6:20,22                                    | Wouter olde Heuvel · Países Bajos · 6:24,05                          |
| 10 000 m (08.03)                | Sven Kramer · Países Bajos · 12:57,71                                       | Enrico Fabris · Italia · 13:18,81                                   | Bob de Jong · Países Bajos · 13:25,01                                |
| Persecución por equipos (09.03) | Sven Kramer · Wouter olde Heuvel · Erben Wennemars · Países Bajos · 3:41,69 | Enrico Fabris · Matteo Anesi · Luca Stefani · Italia · 3:46,76      | Jörg Dallmann · Stefan Heythausen · Marco Weber · Alemania · 3:47,71 |

### Femenino
| Evento                          | Oro                                                                            | Plata                                                                       | Bronce                                                                          |
| ------------------------------- | ------------------------------------------------------------------------------ | --------------------------------------------------------------------------- | ------------------------------------------------------------------------------- |
| 500 m (08.03)                   | Jenny Wolf · Alemania · 75,62 s                                                | Wang Beixing China 76,28 s                                                  | Annette Gerritsen · Países Bajos · 77,20 s                                      |
| 1000 m (09.03)                  | Anni Friesinger · Alemania · 1:15,37                                           | Kristina Groves · Canadá · 1:16,01                                          | Annette Gerritsen · Países Bajos · 1:16,35                                      |
| 1500 m (06.03)                  | Anni Friesinger · Alemania · 1:56,06                                           | Paulien van Deutekom · Países Bajos · 1:57,36                               | Kristina Groves · Canadá · 1:57,63                                              |
| 3000 m (07.03)                  | Kristina Groves · Canadá · 4:05,03                                             | Paulien van Deutekom · Países Bajos · 4:05,49                               | Daniela Anschütz-Thoms · Alemania · 4:05,76                                     |
| 5000 m (09.03)                  | Martina Sáblíková · República Checa · 6:58,22                                  | Clara Hughes · Canadá · 7:04,79                                             | Kristina Groves · Canadá · 7:04,94                                              |
| Persecución por equipos (08.03) | Renate Groenewold · Ireen Wüst · Paulien van Deutekom · Países Bajos · 3:02,19 | Kristina Groves · Christine Nesbitt · Brittany Schussler · Canadá · 3:02,87 | Claudia Pechstein · Daniela Anschütz-Thoms · Lucille Opitz · Alemania · 3:07,57 |

## Medallero
| Núm. | País            | Oro | Plata | Bronce | Total |
| ---- | --------------- | --- | ----- | ------ | ----- |
| 1    | Países Bajos    | 4   | 3     | 4      | 11    |
| 2    | Canadá          | 3   | 3     | 3      | 9     |
| 3    | Alemania        | 3   | 0     | 3      | 6     |
| 4    | Estados Unidos  | 1   | 1     | 0      | 2     |
| 5    | República Checa | 1   | 0     | 0      | 1     |
| 6    | Italia          | 0   | 3     | 0      | 3     |
| 7    | China           | 0   | 1     | 0      | 1     |
| 7    | Corea del Sur   | 0   | 1     | 0      | 1     |
| 7    | Rusia           | 0   | 1     | 0      | 1     |
| 10   | Japón           | 0   | 0     | 1      | 1     |
|      | TOTAL           | 12  | 13    | 11     | 36    |